# Tejmur Radžabov
Tejmur Boris oglu Radžabov (ázerbájdžánsky Teymur Boris oğlu Rəcəbov; * 12. březen 1987) je ázerbájdžánský šachový velmistr. Dle FIDE ratingu Elo k červnu 2023 (který byl 2747) byl 12. nejlepším hráčem světa a nejlepším hráčem ve své zemi. Půl roku (listopad 2012 - duben 2013) byl však držitelem Elo 2793, čímž figuroval na 4. místě světového žebříčku. Velmistrem se stal v roce 2001 ve věku 14 let a 14 dní, čímž se stal jedním z nejmladších velmistrů, jenž dosáhli tohoto titulu (konkrétně je 7. nejmladší v historii). Radžabov je často spojován se svým slavným rodákem Garrim Kasparovem, oba jsou z Baku, oba mají židovského otce. Zvláštní je, že Radžabovovo skóre s bývalým mistrem světa (kterým?) jsou tři výhry a jedna remíza, žádná prohra.
Celkem třikrát se účastnil Turnaje kandidátů - v letech 2011, 2013 a 2022 - naposledy skončil třetí za pozdějšími účastníky zápasu o titul mistra světa. Vítězstvím ve Světovém poháru FIDE 2019 se kvalifikoval i na Turnaj kandidátů v roce 2020, z turnaje však odstoupil před jeho zahájením z důvodu pandemie covidu-19, protože opatření přijatá pořadatelem turnaje považoval za nedostatečná.